# Río Cachi
Der Río Cachi, auch Río Cachimayo, ist ein etwa 143 km langer rechter Nebenfluss des Río Mantaro in den Provinzen Cangallo, Huamanga, Angaraes, Huanta und Acobamba im Andenhochland im Südwesten von Zentral-Peru.

## Flusslauf
Der Río Cachi entspringt im Nordwesten des Distrikts Chuschi in der Provinz Cangallo an der Nordostflanke des Cerro Sayhua auf einer Höhe von etwa 4800 m. Der Río Cachi fließt anfangs 30 km nach Osten  und wendet sich anschließend nach Norden. Der Fluss heißt im Oberlauf streckenweise Río Yupana, Río Chicllarazo und Río Vinchos. Bei Flusskilometer 96 und 92 treffen die Flüsse Río Matarayocc von rechts und Río Apacheta von links auf den Río Cachi. Anschließend passiert er die Ortschaften Casacancha und Anchac Huasi. Bei Flusskilometer 79 liegt der Ort Vinchos am rechten Flussufer. Bei Flusskilometer 67 trifft der Río Paccha von links auf den Río Cachi. Dieser bildet unterhalb der Einmündung des Río Paccha die Grenze zwischen der Region Huancavelica (am Linksufer) und der Region Ayacucho (am Rechtsufer). Bei Flusskilometer 54 liegt der Ort Antaparco am linken Flussufer. Der Río Cachi wendet sich wenig später nach Osten und fließt schließlich in Richtung Ostsüdost. Bei Flusskilometer 40 befindet sich der Ort Ccayarpachi am rechten Flussufer. Bei Flusskilometer 33 trifft der Río Huatata von Südosten kommend auf den Río Cachi. Dieser fließt auf seiner restlichen Fließstrecke nach Norden. Der Río Cachi heißt im Unterlauf auch Río Huarpa. Bei Flusskilometer 23 liegt der Ort Cangari am rechten Flussufer. Sieben Kilometer oberhalb der Mündung trifft der Río Urubamba von links auf den Río Cachi. Dieser mündet schließlich in den Río Mantaro, an der südlichsten Stelle dessen Flusslaufs.

## Einzugsgebiet und Hydrologie
Der Río Cachi entwässert ein Areal von etwa 6800 km². Das Gebiet erstreckt sich über das Andenhochland im Osten der Region Huancavelica und im Nordwesten der Region Ayacucho. Es reicht im Westen bis zur kontinentalen Wasserscheide in der Cordillera de Chonta, einem Gebirgszug der peruanischen Westkordillere. Im Nordwesten grenzt das Einzugsgebiet an das des Río Ichu, im Westen an das des Río Pisco sowie im Süden und im Osten an das des Río Pampas. Der mittlere Abfluss des Río Cachi beträgt 36 m³/s.